# NGC 5536
NGC 5536 este o galaxie spirală situată în constelația Boarul. A fost descoperită în 29 aprilie 1788 de către William Herschel. Se află la o distanță de 86,51 de megaparseci de Pământ.